# Хесен
Хесен је једна од 16 немачких држава. Покрива површину од 21.110  и броји преко шест милиона становника. Главни град Хесена је Визбаден а главни економски центар је Франкфурт на Мајни.

## Географија
Хесен се налази у западној и централној Немачкој, и граничи се са немачким државама Северном Рајном-Вестфалијом, Доњом Саксонијом, Тирингијом, Баварском, Баден-Виртембергом и Рајна-Палатинатом. Међу најзначајнијим градовима Хесена су Франкфурт на Мајни, Висбаден, Дармштат, Касел, Гисен, Марбург, Вецлар, Офенбах и Фулда.
Главне реке у северном делу Хесена су Фулда и Лан. Крајолик је планински, са планинским ланцима Рен, Вестервалд, Таунус и Шпесарт.
Највећи број становника живи у јужним деловима Хесена, између река Мајне и Рајне. Рајна чини границу Хесена на југозападу. Планински ланац између Рајне и Мајне зове се Оденвалд.
Рајна се граничи са Хесеном на југозападу и не пролази кроз државу. Само једно мртво језеро — такозвани Штокштад-Ерфелдер Алтрајн — пролази кроз Хесен. Планински ланац између река Мајне и Некара се зове Оденвалд. Равница између река Мајне, Рајне и Некара и планина Оденвалд назива се Рид.
Хесен је најзеленија држава у Немачкој, јер шуме покривају 42% те државе.

## Историја
У средњем веку, Хесен је био део Тирингије, али је у Рату за тирингијско наслеђе (1247—1264) стекао независност унутар Светог римског царства. На кратко је добио велики значај захваљујући великашу Филипу I од Хесена, који је био један од вођа немачког протестантизма. Након Филипове смрти, 1567, територија је подељена између његових пет синова из првог брака (Филип је био бигамиста) у четири линије: Хесен-Касел, Хесен-Дармштат, Хесен-Рајнфелс и претходно постојећи Хесен-Марбург. Како су последње две линије изумрле доста брзо (1583. и 1605, редом), Хесен-Касел и Хесен-Дармштат су представљале језгро унутар земаља Хесена. Неколико другостепених линија се одвојило током векова, као 1622, када се Хесен-Хомбург одвојио од Хесен-Дармштата. У касном 16. веку, Касел је прихватио калвинизам, док је Дармштат остао лутерански и касније су се ове две линије често налазиле на супротним странама у конфликтима, од којих су најзначајнији сукоб око Хесен-Марбурга, и Тридесетогодишњи рат, када се Дармштат борио на страни Цара, док се Касел сврстао са Шведском и Француском.
Хесен-Касел је подигнут на ниво електората 1803, али је ово остало без ефекта, јер је Свето римско царство распуштено 1806. године. Територију је анектирало Краљевство Вестфалија 1806, али је рестарусано у електорат 1813. године. Док су остали електори стекли друге титуле, на пример поставши велике војводе, електор Хесен-Касела је остао на овој анахроној титули. Име је опстало у термину Kurhessen, што описује област око Касела. Пруска га је 1866. анектирала, заједно са независним градом Франкфуртом, Хесен-Хомбургом и војводством Насау.
Хесен-Дармштат је уздигнут на ниво великог војводства 1806. године. У Аустријско-пруском рату 1866., борио се на страни Аустрије, а против Пруске, али је задржао аутономију након пораза, јер је већи део територије био са друге стране Мајне, док Пруска није желела да се шири преко Мајне, да не би испровоцирала Француску. Али делови Хесен-Дармштата северно од Мајне (област око града Гисена, обично називана Оберхесен (Oberhessen)) су инкорпорирани у Севернонемачки савез, чврст савез немачких држава, који је успоставила Пруска 1867. године. Остатак великог војводства се 1871. придружио Немачком царству. Крајем деветнаестог века, Дармштат је био један од центара Југендстила.
Револуцијом 1918. Хесен-Дармштат је постао република, назвавши се званично Народна Држава Хесен (Volksstaat Hessen). Делови Хесен-Дармштата на левој обали Рајне (провинција Рајнхесен) су били под окупацијом француских трупа до 1930. по условима Версајског споразума, којим је званично окончан Први светски рат 1919. године.
Након Другог светског рата територију Хесена лево од Рајне је опет окупирала Француска, док је остатак територије био у америчкој окупационој зони. Француска је одвојила свој део Хесена од остатка државе, и инкорпорирала га у новоосновану државу Рајна-Палатинат (Rhineland-Palatinate). САД су са друге стране формирале нову државу, Велики Хесен (Groß-Hessen) већ 1945, из Хесен-Дармштата, и већег дела бивше пруске провинције Хесен-Насау. Велики Хесен је 4. децембра 1946. званично преименован у Хесен.

## Становништво

### Највећи градови
| Франкфурт на Мајни Висбаден | 1.  | Франкфурт на Мајни | 643.726 | Касел Дармштат |
| Франкфурт на Мајни Висбаден | 2.  | Висбаден           | 271.553 | Касел Дармштат |
| Франкфурт на Мајни Висбаден | 3.  | Касел              | 194.146 | Касел Дармштат |
| Франкфурт на Мајни Висбаден | 4.  | Дармштат           | 138.959 | Касел Дармштат |
| Франкфурт на Мајни Висбаден | 5.  | Офенбах на Мајни   | 119.233 | Касел Дармштат |
| Франкфурт на Мајни Висбаден | 6.  | Ханау              | 89.185  | Касел Дармштат |
| Франкфурт на Мајни Висбаден | 7.  | Гисен              | 73.580  | Касел Дармштат |
| Франкфурт на Мајни Висбаден | 8.  | Марбург            | 78.138  | Касел Дармштат |
| Франкфурт на Мајни Висбаден | 9.  | Фулда              | 63.149  | Касел Дармштат |
| Франкфурт на Мајни Висбаден | 10. | Риселсхајм         | 59.677  | Касел Дармштат |

## Подела
Хесен је подељен на 21 округ и пет независних градова: 
- Бергштрасе (Хепенхајм, Бенсхајм)
- Дармштат-Дибург (Дармштат, Дибург)
- Грос Герау (Грос-Герау, Риселсхајм)
- Хохтаунускрајс (Бад Хомбург)
- Мајн-Кинциг (Ханау)
- Мајн-Таунус (Хофхајм, Бад Зоден)
- Оденвалдкрајс (Ербах)
- Офенбах (Офенбах)
- Рајнгау-Таунус (Идштајн)
- Ветераукрајс (Friedberg, Бад Нојхајм)
- Гизен (Гизен)
- Лан-Дил (Вецлар)
- Лимбург-Вајлбург (Лимбург, Вајлбург)
- Марбург-Бајденкопф (Марбург)
- Фогелсбергкрајс (Алсфелд, Лаутербах)
- Фулда (Фулда)
- Херсфелд-Ротенбург (Бад Херсфелд)
- Касел (Касел)
- Швалм-Едер (Фрицлар, Боркен)
- Вера-Мајснер (Eschwege, Виценхаузен)
- Валдек-Франкенберг (Корбах)

## Списак премијера Хесена
1. 1945: Лудвиг Бергштресер
2. 1945—1946: Карл Гајлер
3. 1946—1951: Кристијан Шток (СПД)
4. 1951—1969: Георг-Аугуст Цин (СПД)
5. 1969—1976: Алберт Освалд (СПД)
6. 1976—1987: Холгер Бернер (СПД)
7. 1987—1991: Валтер Валман (ЦДУ)
8. 1991—1999: Ханс Ајхел (СПД)
9. 1999—2010: Роланд Кох (ЦДУ)
10. од 2010: Фолкер Буфијер (ЦДУ)

## Смртна казна
Смртна казна се и даље спомиње у уставу Хесена, јер је овај устав из 1946, када је смртна казна још била део казнене политике Немачке. Како устав Савезне Републике Немачке из 1949. укида смртну казну, а због премоћи устава, одредбе које спомињу смртну казну у уставу Хесена су неважеће и у Хесену, и представљају само историјску заоставштину, без практичног значаја.